# Umberto Milani
Umberto Milani (Milano, 1º dicembre 1912 – Milano, 5 gennaio 1969) è stato uno scultore e pittore italiano.

## Biografia

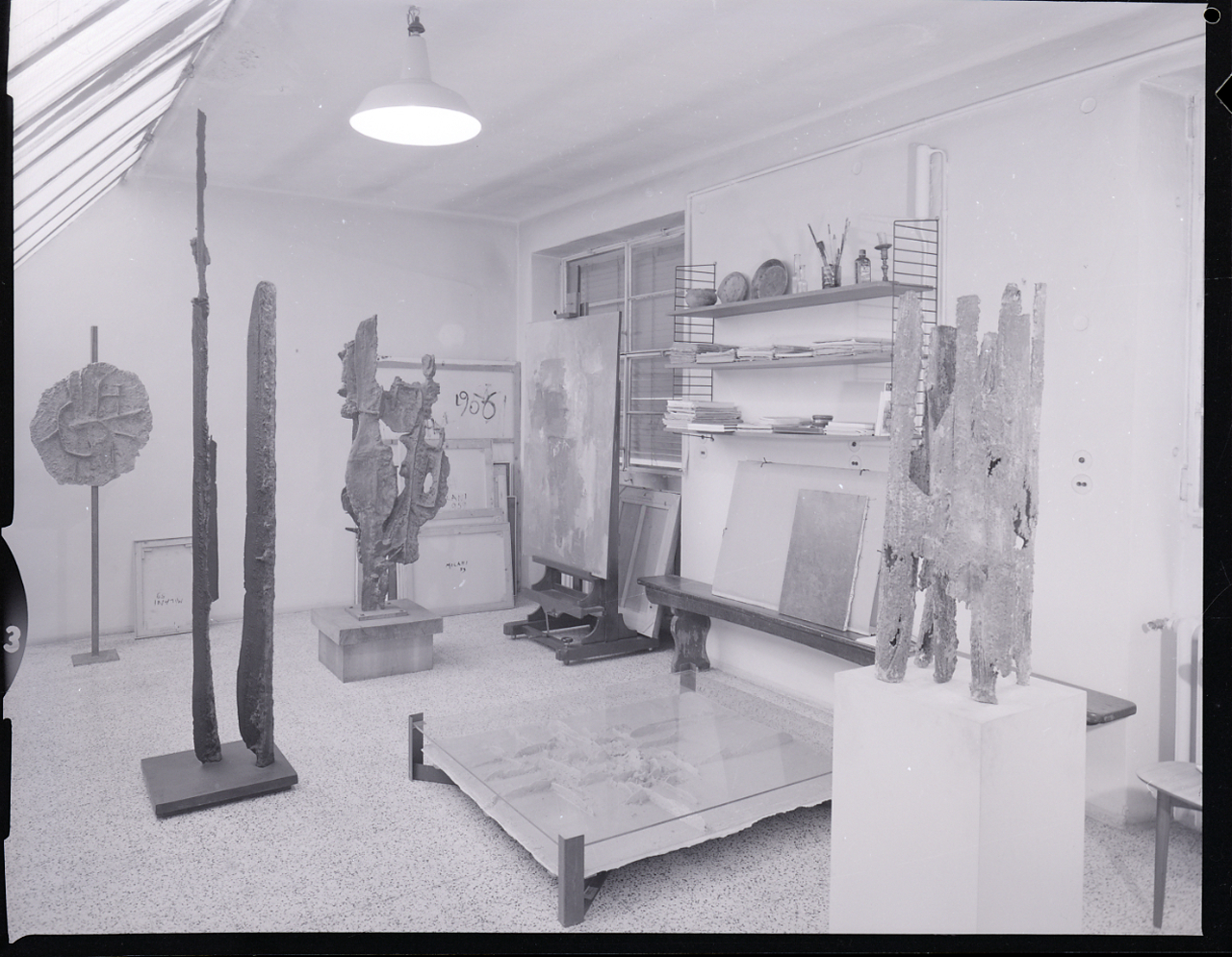
Sculture di Umberto Milani nel suo studio di Milano. Foto di Paolo Monti (Milano, 1961). Fondo Paolo Monti, BEIC.

Fondò il ""Gruppo dei dieci"" insieme a Giuseppe Scalvini, F. Sebastiani e con i pittori Gian Rodolfo D'Accardi, Olmedo Mezzoli, Giuseppe Motti, Enzo Parrini, Walter Pozzi e Umberto Ravazzi.
Espose alla Società Permanente, all'Exposition universelle et internationale di Parigi, alla XXXI Biennale di Venezia del 1962 con una sala personale e alla XXIX Biennale di Venezia, con una sala a lui dedicata allestita da Carlo Scarpa.

## Umberto Milani nei musei
- Fondazione Biscozzi Rimbaud, Lecce
- Museo della scultura contemporanea -  (MUSMA), Matera
- Museo City - (Biblioteca al Parco Sempione), Milano
- Società per le Belle Arti ed Esposizione Permanente, Milano

Opere di Milani nel suo studio, foto di Paolo Monti
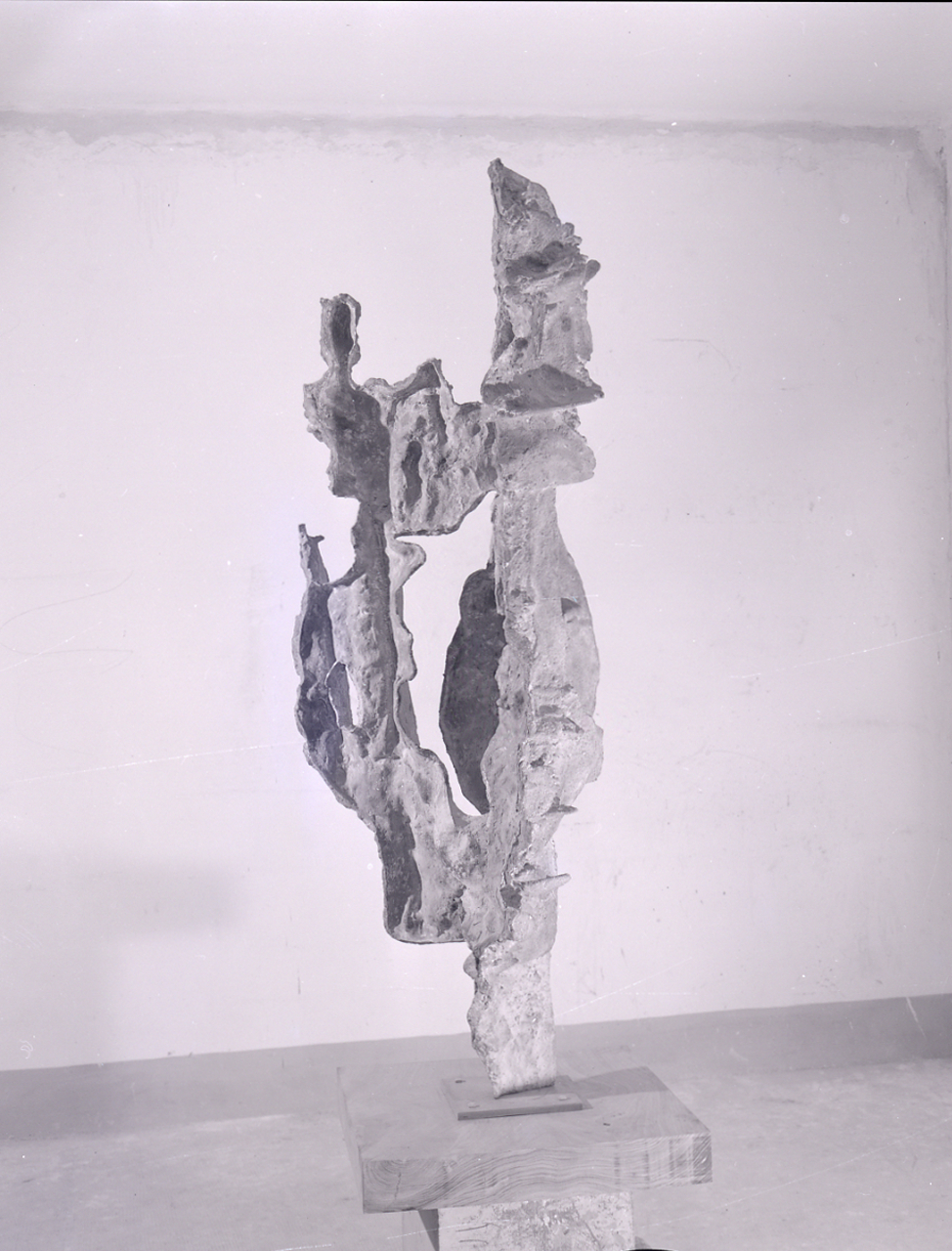
Scultura, 1963
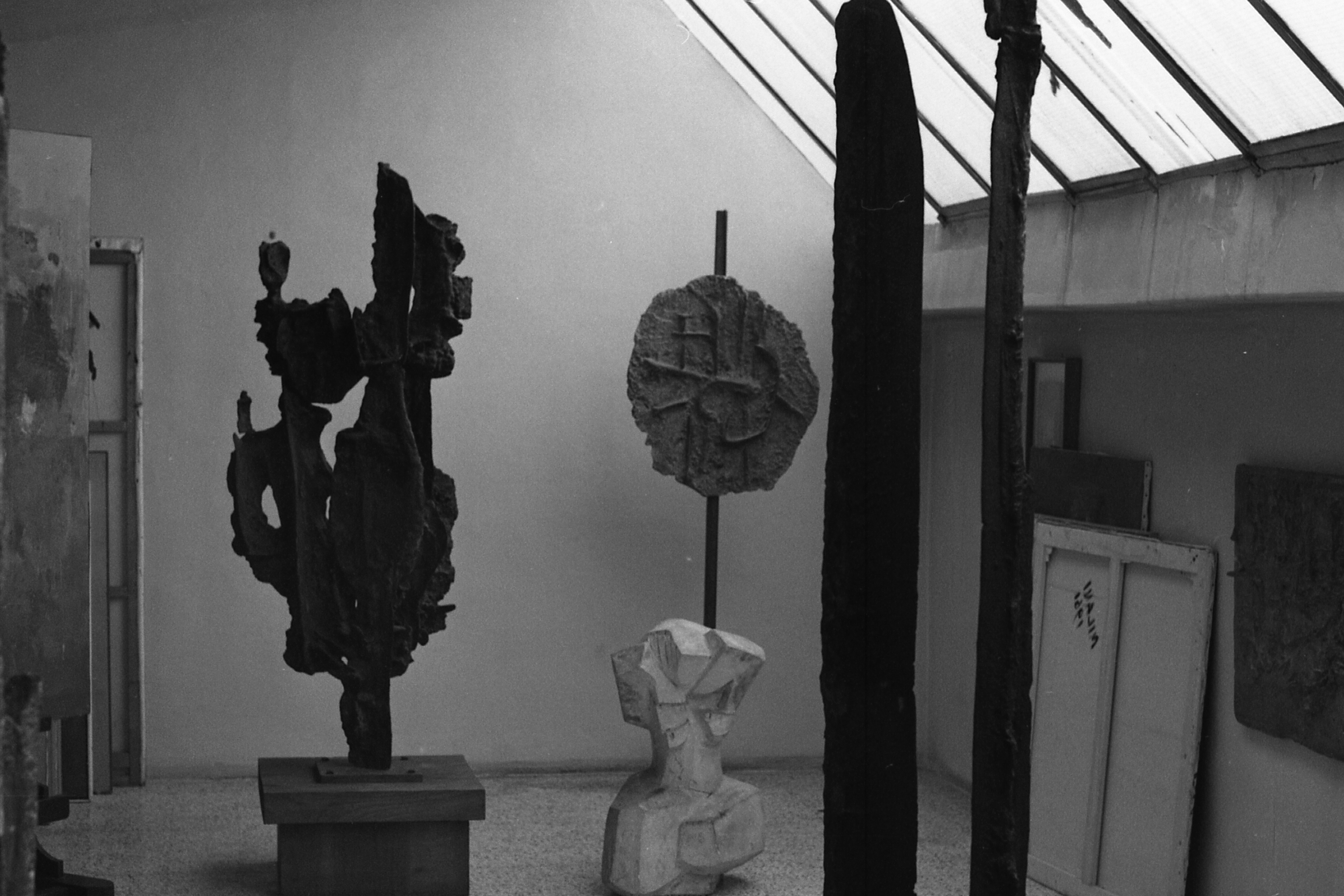
Sculture
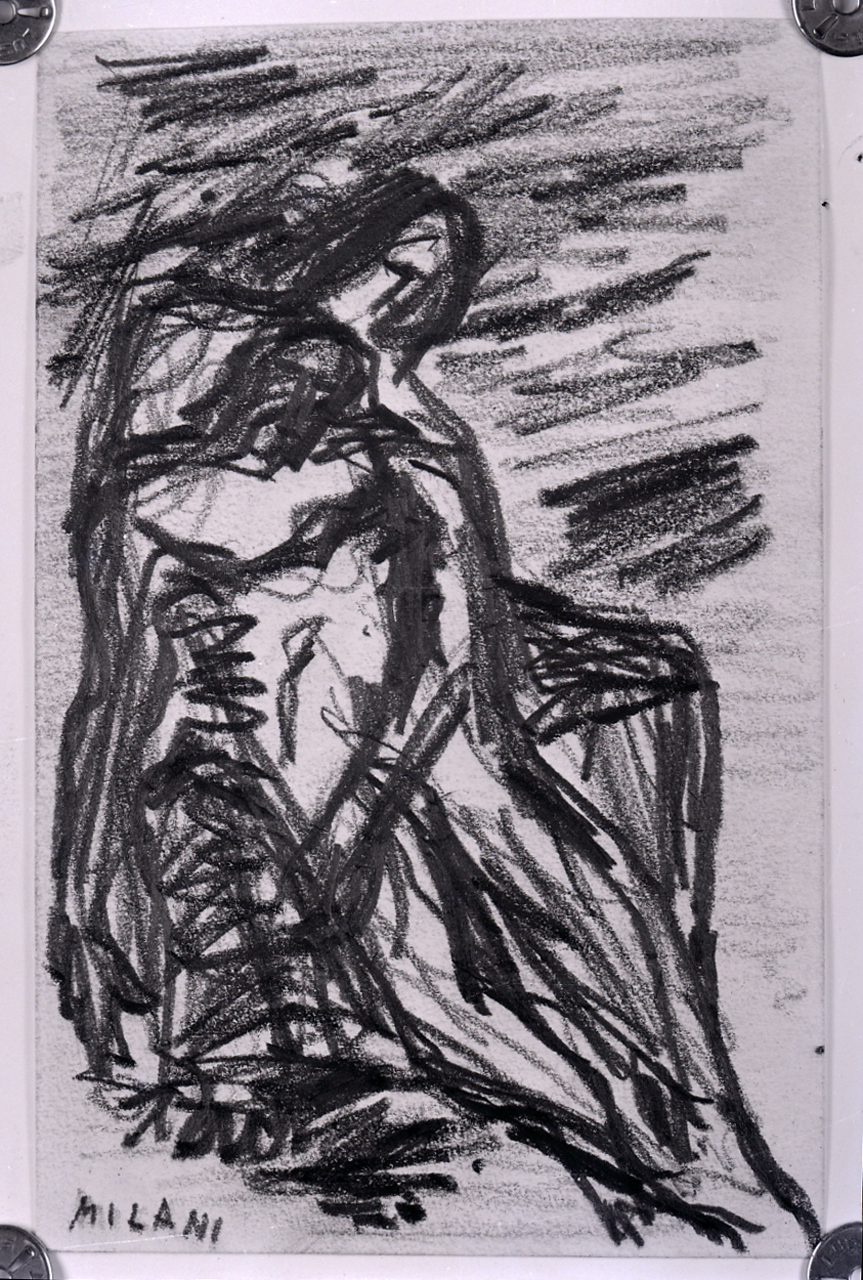
Disegno, 1963